# Flughafen Teheran-Mehrabad

i8
i11
i13
Der Flughafen Teheran-Mehrabad (persisch فرودگاه بین‌المللی مهرآباد, englisch Mehrabad International Airport, IATA-Code: THR, ICAO-Code: OIII) liegt in Teheran, der Hauptstadt Irans. Das Flugfeld des Flughafens wurde 1938 angelegt und 1949 als internationaler Flughafen von der Internationalen Zivilluftfahrtorganisation (ICAO) anerkannt. Der Ausbau des regelmäßigen internationalen Flugbetriebes begann 1955 mit der ersten asphaltierten Start- und Landebahn und dem Flughafenterminal 1. 
Zur Zeit der Inbetriebnahme des Flughafens befand er sich außerhalb der Stadt Teheran. Durch die Ausdehnung des Stadtgebiets liegt der Flughafen heute im bebauten Stadtgebiet. Er befindet sich etwa fünf Kilometer westlich des Stadtzentrums.
Am 13. Juni 2025 wurde der Flughafen durch Raketen aus Israel im Rahmen der Operation Rising Lion beschädigt.

## Profil des Flughafens

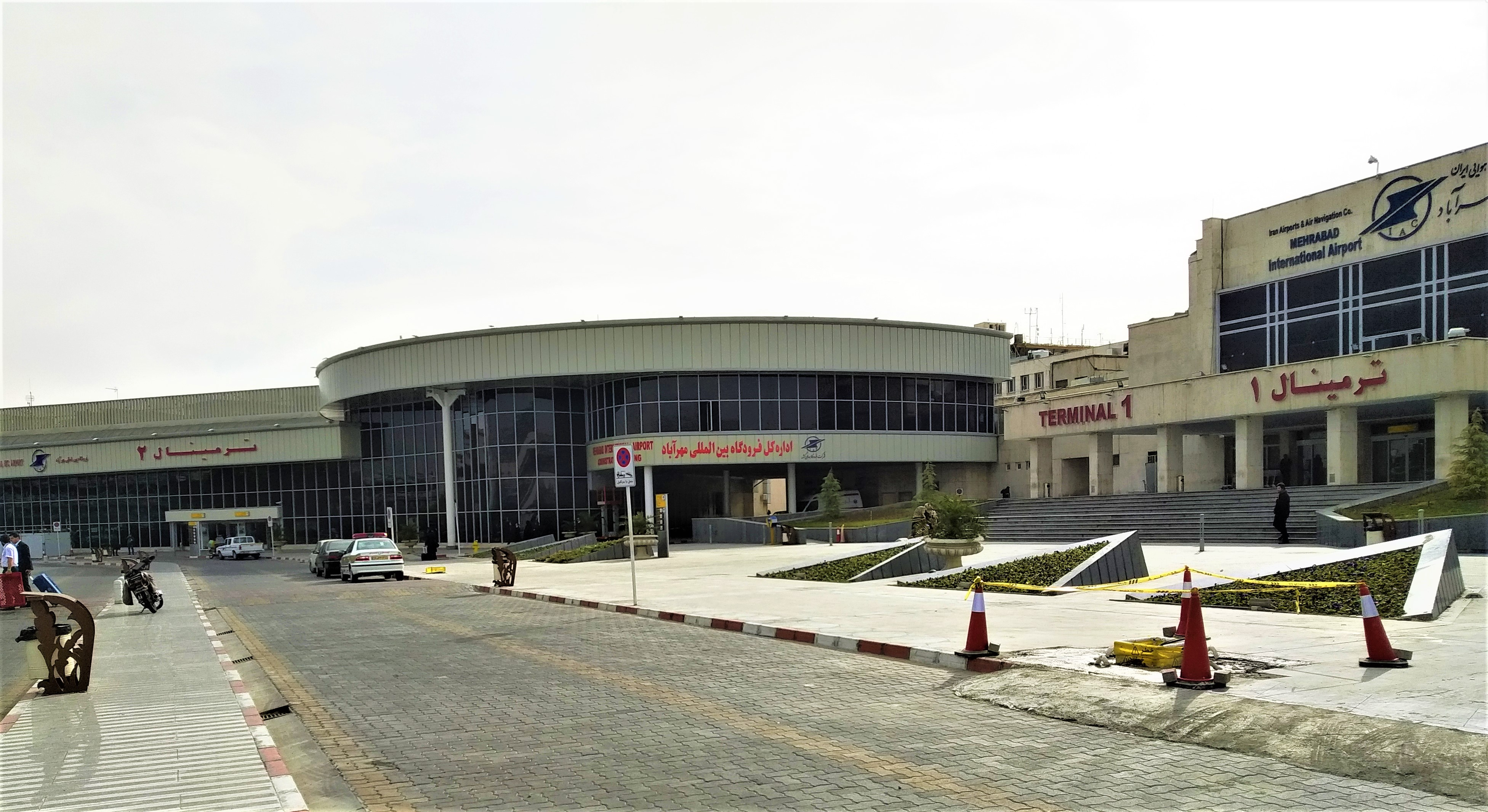
Terminals 1 und 2

Die Terminals 1 und 2 wurden für internationale Flüge verwendet. Das im Jahr 2000 eröffnete Terminal 4 wird für ankommende nationale Verbindungen und Terminal 6 für abgehende nationale Verbindungen verwendet. Terminal 5 ist das „Pilger-Terminal“. Seit 2008 wurde der Flughafen Mehrabad für die Mehrzahl der internationalen Flüge durch den neu erbauten Imam-Chomeini-Flughafen ersetzt, abgesehen von Flügen nach Saudi-Arabien während der muslimischen Haddsch und Umrah. Mehrabad ist heute der regionale Hub von Iran Air und Iran Air Tours. Zum 15. März 2016 ging eine 2,8 km lange Verlängerung der Linie 4 der U-Bahn Teheran zum Flughafen Teheran-Mehrabad mit zwei Haltestellen in Betrieb, eine für die Terminals 1 und 2, die zweite für die Terminals 3 und 4. Von der Haltestelle Bimeh aus verkehren dreiteilige Shuttle-Züge, die zusätzlichen Platz für Gepäck bieten.

## Zwischenfälle
- Am 14. September 1950 verunglückte eine Douglas DC-3/C-47A-30-DL der Iranian Airways mit dem Luftfahrzeugkennzeichen EP-AAG kurz nach dem Start vom Flughafen Teheran-Mehrabad zu einem Flug nach Saudi-Arabien, auf dem sieben Besatzungsmitglieder für einen Crewwechsel befördert werden sollten. Alle neun Menschen an Bord kamen ums Leben.[3]

- Am 22. Dezember 1951 stürzte eine SNCASE Languedoc (SU-AHH) der ägyptischen MisrAir 10 km westlich des Flughafens Teheran-Mehrabad ab, nachdem sie ihn während eines Schneesturms bereits zweimal umkreist hatte. Alle 22 Personen an Bord wurden getötet.[4]

- Am 25. Dezember 1952 stürzte eine Douglas DC-3/C-47A-35-DL der Iranian Airways (EP-ACJ) aus Isfahan kommend im Anflug auf den Flughafen Teheran-Mehrabad 7 km vor dem Zielflughafen ab. Dabei kamen 24 der 25 Insassen ums Leben.[5]

- Am 27. Mai 1960 verunglückte eine Avro York C.1 der Air Liban (OD-ACD) beim Start vom Flughafen Teheran-Mehrabad. Alle Insassen überlebten. Am Flugzeug entstand Totalschaden. Nähere Einzelheiten sind nicht bekannt.[6]

- Am 15. März 1963 flog eine Avro York der libanesischen Trans Mediterranean Airways (OD-ACZ) 26 km westlich des Flughafens ins Gebirge. Die Fehlbehandlung eines Triebwerksausfalls könnte hierfür ursächlich gewesen sein. Alle vier Besatzungsmitglieder der Frachtmaschine kamen ums Leben.[7]

- Am 15. März 1974 brach beim Rollen auf dem Flughafen Teheran-Mehrabad die rechte Fahrwerkaufhängung einer Sud Aviation Caravelle 10B3 der Sterling Airways (OY-STK), wodurch der rechte Flügeltank durchstochen wurde und Kerosin auslief, das sich entzündete. Trotz sofort eingeleiteter Evakuierung kamen von 96 Personen an Bord 15 Passagiere ums Leben (siehe auch Sterling-Airways-Flug 901).

- Am 2. August 1976 flog eine intakte Boeing 707 der Korean Air Lines (HL7412) nach dem Start gegen einen Berg, weil die Piloten nach rechts statt nach links gekurvt waren. Alle fünf Personen an Bord kamen um (siehe auch Korean-Air-Lines-Flug 642).[8]

- Am 8. Februar 1993 stieß eine Tupolew Tu-154M auf einem Charterflug der Iran Airtour (EP-ITD) kurz nach dem Start vom Flughafen Teheran-Mehrabad mit einer Suchoi Su-24 der Iranischen Luftwaffe zusammen, die gerade im Anflug war. Alle zwölf Besatzungsmitglieder und alle 119 Passagiere kamen ums Leben, außerdem die beiden Piloten des Kampfflugzeugs (siehe auch Flugzeugkollision bei Teheran 1993).[9]

- Am 2. Februar 2000 wurde ein Airbus A300B2-200 der Iran Air (EP-IBR) zerstört, als die Crew einer Lockheed C-130 Hercules der Iranischen Luftwaffe während des Starts in Teheran-Mehrabad die Kontrolle verlor und ihre Maschine mit dem Airbus kollidierte, der gerade zu einem Hangar geschleppt wurde. Die acht Insassen der Hercules kamen dabei ums Leben (siehe auch Flugzeugkollision auf dem Flughafen Teheran-Mehrabad 2000).[10][11]

- Am 20. April 2005 verunglückte eine Boeing 707-320C der Saha Airlines (EP-SHE) auf dem Flug von Kisch nach Teheran. Beim Aufsetzen der Boeing auf der Landebahn 29L des Flughafens Teheran-Mehrabad führten Probleme mit dem Fahrgestell dazu, dass die Maschine über die Landebahn hinaus und in den Kan-Fluss rollte. Bei der anschließenden Evakuierung verloren 3 der 157 Passagiere ihr Leben, da sie in den Fluss fielen und dort ertranken (siehe auch Saha-Air-Flug 171).[12]

- Am 6. Dezember 2005 stürzte eine Lockheed C-130E Hercules der iranischen Luftwaffe (IrAF 5-8519) im Anflug auf den Flughafen Teheran-Mehrabad in ein zehnstöckiges Wohnhaus im Wohngebiet Azari. Acht Minuten nach dem Start hatte die Besatzung Triebwerksprobleme mit dem Motor 4 (rechts außen) gemeldet und war für eine Notlandung umgekehrt. Insgesamt kamen 106 Personen ums Leben, alle 94 Insassen, 10 Besatzungsmitglieder und 84 Passagiere; in dem Hochhaus wurden weitere 12 Menschen getötet.[13]

- In der Nacht vom 13. auf den 14. Juni 2025 griffen Kampfflugzeuge der israelischen Luftwaffe den Flughafen während der Operation Rising Lion an.[14]